# トーマス・スターツル
トーマス・アール・スターツル（Thomas Earl Starzl、 1926年3月11日 - 2017年3月4日）は、アメリカ合衆国の医学者、外科医。ピッツバーグ大学教授。
アイオワ州生まれ。1952年にノースウェスタン大学からM.D.とPh.D.を取得。1967年、コロラド大学で肝臓移植を世界で初めて成功させた。現在、移植医学で確立されている物質であるシクロスポリン、タクロリムス、シロリムスの使用は、スターツルの研究成果であり、「臓器移植の父」と呼ばれた。

## 受賞歴
- 2001年 - キング・ファイサル国際賞医学部門
- 2002年 - プリンス・マヒドール賞
- 2004年 - アメリカ国家科学賞、ジョン・スコット賞
- 2012年 - ラスカー・ドゥベーキー臨床医学研究賞
- 2016年 - ベンジャミン・フランクリン・メダル

## 自伝
- 「ゼロからの出発 わが臓器移植の軌跡（原題: The Puzzle People）」小泉摩耶 訳 講談社 1992年

## 参照
- Thomas E. Starzl – Homepage